# 宇都宮運転所
宇都宮運転所（うつのみやうんてんしょ）は、栃木県宇都宮市川向町に位置する東日本旅客鉄道（JR東日本）運転士が所属する組織である。同社大宮支社の管轄。宇都宮駅北東側に位置する。
2022年3月11日限りで廃止し、宇都宮運輸区を経て現在は宇都宮統括センター乗務ユニット。

## 概要
宇都宮運転所は、1885年（明治18年）7月16日に宇都宮機関庫（うつのみやきかんこ）として開所して以来、東北線区宇都宮地区の車両基地として旅客車両並びに動力車が運転士とともに配置されてきた。名称は1936年（昭和11年）9月に宇都宮機関区（うつのみやきかんく）に改められ、太平洋戦争後の1961年（昭和36年）11月1日に現在の宇都宮運転所（うつのみやうんてんしょ）となった。
宇都宮運転所の敷地は、当初宇都宮駅東側に本線に沿う形で計14本の留置線（西側から客車の検査仕立線2線、洗浄線2線、収容線7線、仕立線2線、支線1線）を配し、その北側に転車台、南側に収容線5線および機関車格納庫5線の計10線を配する大規模なものであったが、東北本線の電化や東北新幹線の開業、貨物列車発着の廃止など運行形態の変化を受け、現在は北側の留置線と当時の本線と宇都宮運転所に挟まれて配されていた貨物列車等の発着ホーム（7線）の一部を留置線として残す以外は撤去売却され、宇都宮駅東口および再開発事業用地となっている。2022年現在は、コンベンションセンターのライトキューブ宇都宮や、ショッピング・センターのウツノミヤテラスなど、複数の施設が立地している。
2017年3月4日のダイヤ改正をもって車両の配置はなくなったが、晩年は烏山線用の気動車、関東一円で運用を持つDE10形、DE11形ディーゼル機関車の計21両が配置される比較的小規模な車両配地区であった。過去にはD51形やC57形といった蒸気機関車、EF57形やEF58形などの電気機関車、80系や115系といった電車のほか、一時は優等列車（寝台特急「あけぼの」）牽引の運用を受け持っていたEF65形PF形電気機関車などが数十両配置される東北本線有数の車両配置区所であった。

## 配置車両の車体に記されていた略号
- 旅客車 - 「宮ミヤ」…大宮支社を意味する「宮」と、宇都宮を意味する「ミヤ」から構成される[2]。
- 機関車 - 「宇」…宇都宮を意味する「宇」から構成される。

## 配置車両
2017年3月4日のダイヤ改正で配置車両がなくなり、現在配置車両はない。
配置車両はなくなったが、宇都宮線・日光線で運行される車両が留置されている。2017年3月まで配置されていたディーゼル機関車（DE10形、DE11形）は配置区であった当所だけでなく、田端運転所や常磐線水戸駅などに常駐し、運用される車両もあり、それらの車両を入れ替えるために、定期的に回送が発生していた。

### 2016年4月時点の配置車両
2016年4月1日現在の所属車両は以下の通りだった。
| 電車 | 気動車 | 機関車 | 客車 | 貨車 | 合計 |
| ---- | ------ | ------ | ---- | ---- | ---- |
| 0両  | 8両    | 13両   | 0両  | 0両  | 21両 |

- キハ40形気動車（8両）
  - 1000番台8両が配置されていた。
  - 宇都宮線（東北本線）の宇都宮 - 宝積寺間と烏山線で運用されていた。日光線の宇都宮・鹿沼間の区間列車に充当されたこともあった(1988〜1989)。
  - 2017年3月4日のダイヤ改正でEV-E301系に置き換えられ、運用を終了し[4][5]、同日付で小山車両センターへ転属した[6]。その後2ヶ月しないうちに錦川鉄道に譲渡された1009[7][8]を除き全車廃車されている（詳細は小山車両センター#過去の配置車両参照）。

- DE10形ディーゼル機関車（10両）DE10形ディーゼル機関車

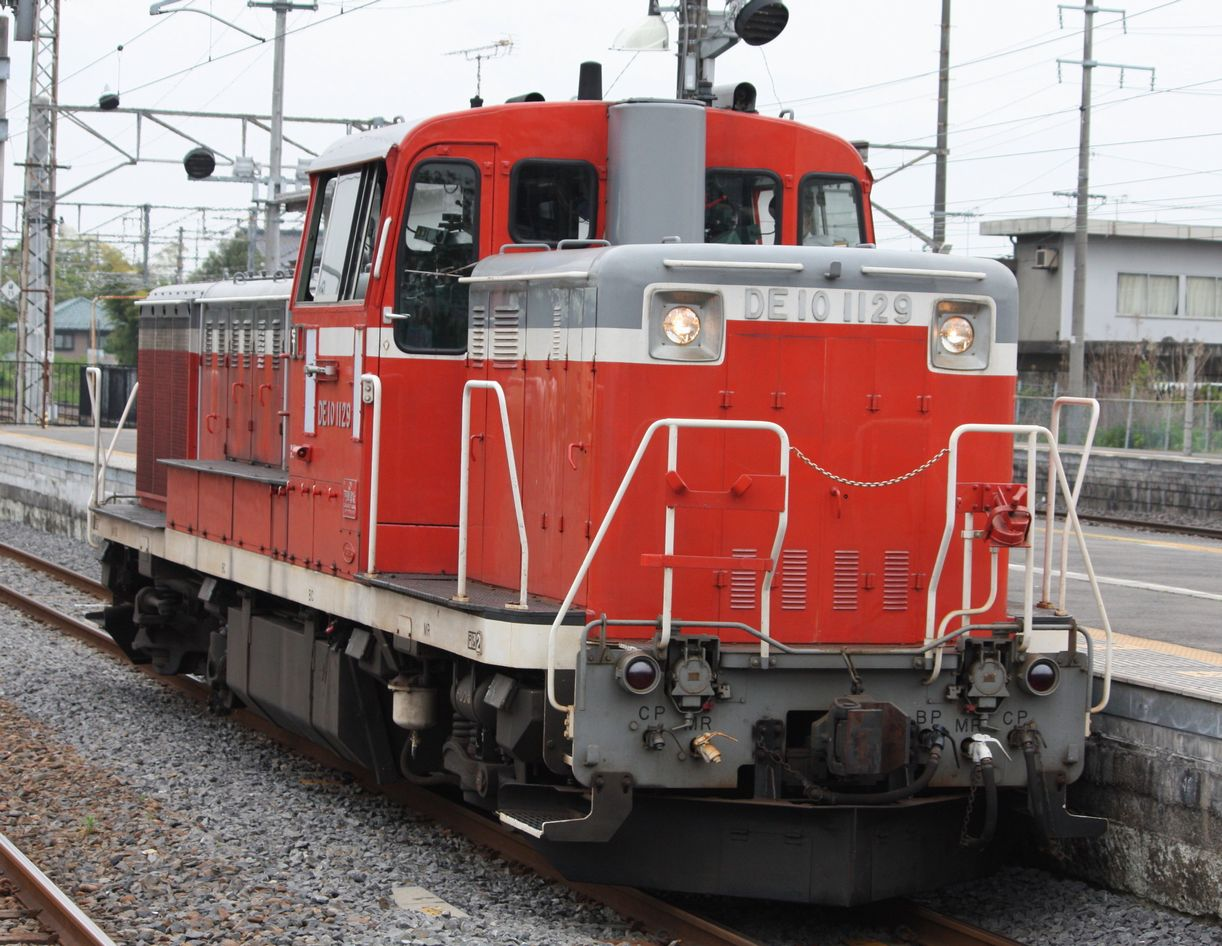
DE10形ディーゼル機関車

  - 1000番台1両（1099号機）、1500番台9両（1571,1603,1604,1654,1685,1697,1704,1751,1752号機）の計10両が配置されていたが、1099号機は2016年9月15日付で廃車となり、1500番台9両は2017年3月4日のダイヤ改正に伴い、同日付で高崎車両センター高崎支所（現・ぐんま車両センター）に転属となった[6]。

- DE11形ディーゼル機関車（3両）
  - 2016年11月時点では1000番台3両（1031,1041,1043号機）が配置されていたが、1031号機は2016年11月8日付で廃車、1041号機は2016年12月21日付で高崎車両センター高崎支所（現・ぐんま車両センター）に転属、1043号機は2017年2月20日付で廃車された[6]。

## 過去の配置車両
2016年4月以前までに本所およびその前身へ配置されていた車両は以下の通り。
- 31系電車
  - 1964年（昭和39年）に旧サロ37形の格下げ車サハ15形2両 (15000, 15001) が転入したが、15001は同年中に事故廃車。残る15000も翌年には新前橋電車区に転出した。

- 40系電車
  - 宇都宮機関区時代の1961年（昭和36年）4月1日時点で片運転台形式のクモハ41形4両 (41038, 41045, 41089, 41096) が配置されていた。
  - 1962年（昭和37年）、クモハ40054が転入。
  - 41089は1964年（昭和39年）に事故廃車。代わりに41113が転入した。

- 32系電車
  - 宇都宮機関区時代の1961年（昭和36年）4月1日時点でサハ48形2両 (48021, 48024) が配置されていた。

- 70系電車
  - 1965年（昭和40年）にサロ75形1両 (75010) が転入し、2等車代用として40系の編成に組み込まれたが、翌年には豊橋機関区に転出した。

- 80系電車
  - 東北本線大宮 - 宇都宮間の電化を受け、当所（高崎鉄道管理局宇都宮機関区）に配置された。その後1965年（昭和40年）に115系電車が増備されて運用が消滅するまで、当所に在籍した。
  - 宇都宮機関区時代の1961年（昭和36年）4月1日時点でモハ31両 (80009-10, 17-19, 35-36, 49-52, 114, 208-212, 225-227, 368-369, 371, 380-383, 394-397) 、クハ21両 (86007-10, 29-30, 41-42, 65, 80, 82, 105, 119-121, 330-331, 342-343, 352, 355) 、サハ7両 (87002, 6, 9, 11-12, 16, 107) が配置されていた。

- 115系電車[9]
  - トップナンバーを含むクハ115-1 - 7、モハ115-1, 2、モハ114-1, 2の計11両が1963年（昭和38年）1月31日に日本車輌製造および近畿車輛で製造された。そして同年3月、その後製造された車両と合わせて計34両が全国に先駆けて配置された。その後も当所への新製配置が続けられ、1965年（昭和40年）11月時点での配置車両数は146両になった。
    - その後、電車の配置は1966年（昭和41年）7月に新設された小山電車区に移管することとなり、1968年（昭和43年）までに移管された。

- 401系電車
  - 1960年に試作車4連2本が落成した際、常磐線の電化が未完成だったことから本所に暫定配置され、試運転は東北本線で実施。電化設備完成後に松戸電車区（現・松戸車両センター）へ転属し常磐線での各種試験を行い、営業運転開始直前に完成した本来配置の勝田電車区（現・勝田車両センター）へ再転出した。
- EF12形電気機関車
  - 1961年（昭和36年）4月1日時点で9両 (1-2, 5, 12-17) が配置されていた。
  - 1968年（昭和43年）3月31日時点で8両 (1-3, 5-6, 12, 16-17) が配置されていた。

- EF15形電気機関車
  - 最盛期には16両（56, 70, 78, 80 - 83, 138, 168 - 170, 173, 188, 196 - 198号機）が配置されていた。
  - 最末期の配置は1両（78号機）のみとなっていた。

- EF56形電気機関車
  - 1958年（昭和33年）から1959年（昭和34年）にかけて全車が転入し、東北本線直流電化区間の優等列車牽引等に充当された。5両（1 - 3, 5, 12号機）がEF59形に改造され、残った7両（4, 6 - 11号機）は1975年（昭和50年）3月までに大宮工場に回送され、廃車解体された。

- EF57形電気機関車
  - 末期には、早期に事故廃車となった12号機を除く全14両（1 - 11, 13 - 15号機）が配置されていた。
  - 運転所の敷地内には1号機の動輪が保存されている。なお、7号機は宇都宮駅東公園に静態保存されている。

- EF58形電気機関車
  - 末期には全172両のうち最多の23両（10, 58, 65, 70, 73, 84, 85, 89, 102, 103, 106, 108, 109, 114, 116, 117, 119, 122, 123, 141, 144, 145, 151 - 154, 168, 172号機）が配置されていた。この中にはJR化後に在籍した5両のうち2両（89, 122号機）が含まれるが、いずれも運用を離脱した。172号機は碓氷峠鉄道文化むらに、89号機は鉄道博物館に収蔵展示されている。また144号機と154号機は前頭部のみ保存され現存する。

- EF65形電気機関車
  - 当初、関東で唯一1000番台が配置されていた。そして最盛期には新鶴見機関区・稲沢第二機関区・吹田第二機関区と並ぶ51両（1001 - 1051号機）が配置された。のちに田端運転所に転出したが、しばらくは当運転所常駐で運用に充てられていた。

- DD13形機関車
  - 49, 72, 79, 80, 93, 94, 95, 96, 188号機が配置されていた。

- キハユニ16形郵便荷物車
  - 1961年（昭和36年）4月1日時点で、キハユニ16形1両 (9) が配置されていた。

- キハ10系（キハ10形・キハ11形）・キハ20系（キハ20形）
  - 烏山線・日光線・東北本線で使用された車両。
  - 1961年（昭和36年）4月1日時点で、キハ10形2両 (56-57) 、キハ11形3両 (61-63) の計5両が配置されていた。
  - 1968年（昭和43年）3月31日時点で、キハ10形3両 (41, 56-57) 、キハ11形7両 (7-8, 17, 52, 61-63) の計10両が配置されていた。
  - 1979年6月2日午後の列車よりキハ40形2000番台（後に1000番台に改造）に置き換えられた。最後まで残った車両のうち、キハ20 55はキハ40形への置き換え後もしばらくの間は予備車として配置されていた。
  - キハ40形への置き換え時に残っていた車両はキハ10形3両 (41, 56, 57) 、キハ11形5両 (7, 17, 52, 61, 62) 、キハ20形2両 (55, 91) 。

- キヤE991形気動車
  - 1両が配置されていた。愛称は「NEトレイン」。

- 30形救援車
  - 1968年（昭和43年）3月31日時点で1両（スエ3037）が配置されていた。

- 31形救援車
  - 1968年（昭和43年）3月31日時点で1両（スエ3122）が配置されていた。

- 32系客車
  - 1968年（昭和43年）3月31日時点でスハ3両 (2482, 2527, 2549) 、スハフ10両 (2121, 2145-2147, 2154, 2157, 2244, 2328, 2330, 2332) が配置されていた。

- 35系客車
  - 1968年（昭和43年）3月31日時点でオハ5両 (2013, 2065, 2073, 2164, 2248) が配置されていた。

- 61形客車
  - 1968年（昭和43年）3月31日時点でオハフ7両 (2187, 2416-2419, 2545, 2549) が配置されていた。

- D51形蒸気機関車
  - 141, 259, 270, 466, 468, 469, 579, 630, 631, 650, 670 - 672, 679, 683, 717, 745, 769, 845, 911, 928, 1034, 1116, 1118, 1159号機が配置されていた。

- C57形蒸気機関車
  - 1, 14, 24 - 27, 45, 50, 59, 60, 70, 82 - 85, 96, 108, 110, 125, 138, 160, 163号機が配置されていた。

- C59形蒸気機関車
  - 3, 10, 17, 18, 19, 38, 40, 48, 78, 88, 100, 110, 113, 168, 178号機が配置されていた。

- C61形蒸気機関車
  - 27, 28, 29号機が配置されていた。

- C62形蒸気機関車
  - 8, 10, 11, 19, 20, 21号機が配置されていた。

## 歴史
- 1885年（明治18年）7月16日 - 現在の東北本線大宮 - 宇都宮間が開業、宇都宮駅構内に宇都宮機関庫として新設される（宇）。
- 1923年（大正12年） - 宇都宮機関庫烏山駐泊所を開設。
- 1931年（昭和6年）1月 - 宇都宮機関庫烏山駐泊所を宇都宮機関庫烏山分庫に改組。
- 1936年（昭和11年）9月 - 宇都宮機関庫を宇都宮機関区に改称。宇都宮機関庫烏山分庫を宇都宮機関区烏山支区に改称。
- 1942年（昭和17年）10月 - 宇都宮機関区烏山支区を廃止。
- 1950年（昭和25年）8月1日 - 国鉄の改組により東京鉄道局宇都宮管理部と同高崎管理部が統合され高崎鉄道管理局が発足、その所管となる（高ミヤ）。なお、この改組において宇都宮駅には水戸、平、高崎の各営業所を統括する北関東地方営業事務所が新設された。
- 1959年（昭和34年） - 80系電車の配置が始まる。
- 1961年（昭和36年）11月1日 - 宇都宮機関区を宇都宮運転所に改組。また、白河機関区および白河機関区黒磯支区を宇都宮運転所白河支所および宇都宮運転所黒磯支所として統合。
- 1963年（昭和38年）3月 - 115系が全国で初めて配属される。
- 1965年（昭和40年）8月 - 80系電車が転出。
- 1966年（昭和41年）7月11日 - 115系電車の小山電車区への移管が始まる。
- 1968年（昭和43年） - 115系電車の小山電車区への移管が完了。
- 1969年（昭和44年）3月1日 - 東京鉄道管理局の改組により高崎鉄道管理局の管轄下から東京北鉄道管理局の管轄下となる（北ミヤ）。
- 1987年（昭和62年）4月1日 - 国鉄分割民営化により東日本旅客鉄道東京圏運行本部（その後、東京地域本社、東京支社と改名）の管轄となる（東ミヤ）。
- 2001年（平成13年）4月1日 - 東日本旅客鉄道の改組により大宮支社の管轄となる（宮ミヤ）。
- 2017年（平成29年）3月4日 - ダイヤ改正に伴い車両の配置がなくなる。
- 2022年（令和4年）3月12日 - 宇都宮車掌区と統合し宇都宮運輸区発足。当区は廃止。
- 2024年（令和6年）3月16日 - 宇都宮運輸区と宇都宮営業統括センターが統合し宇都宮統括センター発足。宇都宮運輸区は廃止。